# Urceola tournieri
Urceola tournieri är en oleanderväxtart som först beskrevs av Pieffe, och fick sitt nu gällande namn av D. J. Middleton. Urceola tournieri ingår i släktet Urceola och familjen oleanderväxter. Inga underarter finns listade i Catalogue of Life.